# 雷氏叉牙七鰓鰻
雷氏叉牙七鳃鳗（学名：Lampetra reissneri），又稱雷氏叉牙七鳃鳗，为七鳃鳗科七鳃鳗属的鱼类。分布于亚洲沿岸从日本到阿纳德尔、太平洋美洲沿岸以及黑龙江、松花江、嫩江等，本魚身體背部呈深棕色，腹部白色，7個外鰓孔位於眼睛後方，雙眼前方有一個鼻孔，肌節58-64個，口上板，2 顆單尖牙；口下板，單尖牙6-11顆，橫舌板，單尖齒13顆，中尖齒大大增大；縱向舌板，每片有7-8顆單尖齒，尾鰭鏟狀，體長可達26公分，壽命可達4年。该物种的模式产地在鄂嫩河、英戈达河。